# TaxSlayer Bowl 2017
Match précédent Match suivant
Le TaxSlayer Bowl 2018 (dénommé anciennement Gator Bowl) est un match de football américain de niveau universitaire joué après la saison régulière de 2017, le 30 décembre 2017 au EverBank Field de Jacksonville dans l'état de Floride aux États-Unis.
Il s'agit de la 73e édition du TaxSlayer Bowl.
Le match met en présence les équipes des Cardinals de Louisville issus de l'Atlantic Coast Conference et des Bulldogs de Mississippi State issus de la Southeastern Conference.
Il débute à midi locales et est retransmis en télévision sur ESPN.
Sponsorisé par la société TaxSlayer LLC (anciennement dénommée TaxSlayer.com), le match est officiellement dénommé le TaxSlayer Bowl 2017.
Mississippi State gagne le match sur le score de 31 à 27.

## Présentation du match
| Équipes                                                                                                | Conférences | Entraîneurs                  | Bilan de saison régulière | Classements avant le bowl CFP-AP-Coaches |
| --- | ----------- | ---------------------------- | ------------------------- | ---------------------------------------- |
| Cardinals de Louisville                                                                                | ACC         | Bobby Petrino (en)           | 8 - 4                     | NC                                       |
| Bulldogs de Mississippi State                                                                          | SEC         | Greg Knox (en) (intérimaire) | 8 - 4                     | #23 - #24 - #24                          |
| Arbitre : Jerry McGinn (Big Ten) Équipe donnée favorite par les bookmakers : Louisville par 7,5 points |             |                              |                           |                                          |

Il s'agit de la 30e rencontre entre ces deux équipes soit 14 victoires pour Louisville et 15 pour Mississippi State.

### Cardinals de Louisville
Avec un bilan global en saison régulière de 8 victoires et 4 défaites, Louisville est éligible et accepte l'invitation pour participer au TaxSlayer Bowl de 2017.
Ils terminent 4e de l'Atlantic Division de la Atlantic Coast Conference derrière no 1 Clemson, NC State et Boston College, avec un bilan en match de conférence de 4 victoires et 4 défaites.
À l'issue de la saison 2017, ils n'apparaissent pas dans les classements CFP, AP et Coaches.
Il s'agit de leur 2e participation au TaxSlayer Bowl après leur défaite 24 à 35, le 1er janvier 2006, contre #12 Hokies de Virginia Tech.
Ils seront emmenés par le lauréat du Trophée Heisman, QB Lamar Jackson lequel jouera son dernier match en NCAA avant de se présenter à la Draft 2018 de la NFL.

### Bulldogs de Mississippi State
Avec un bilan global en saison régulière de 8 victoires et 4 défaites, Mississippi State est éligible et accepte l'invitation pour participer au TaxSlayer Bowl de 2017.
Ils terminent 4e de la West Division de la Southeastern Conference derrière no 7 Auburn, no 4 Alabama et no 16 LSU, avec un bilan en match de conférence de 4 victoires et 4 défaites.
À l'issue de la saison 2017 (bowl non compris), ils seront classés #23 au classement CFP et #24 aux classements AP et Coaches.
Il s'agit de leur 3e participation au TaxSlayer Bowl :
- Victoire, 52 à 14, le 1er janvier 2011, contre les Wolverines du Michigan;
- Défaite, 20 à 34, le 1er janvier 2013, contre les #21 Wildcats de Northwestern Wildcats.

Les Bulldogs sont emmenés par le True Freshman QB, Keytaon Thompson, lequel remplace QB Nick Fitzgerald forfait depuis sa grave blessure à la cheville subie face aux Rebels d'Ole Miss lors de ma dernière semaine de saison régulière.

## Résumé du match
Début du match à 12 h 03, fin à 15 h 47 pour une durée totale de jeu de 3 h 44 min.
Températures de 9 °C, vent de Ouest de 13 km/h , ciel nuageux.
| QT          | Temps       | Drive       | Drive       | Drive       | Équipe      | Description de l'action | Score | Score |
| ----------- | ----------- | ----------- | ----------- | ----------- | ----------- | --- | ----- | ----- |
| QT          | Temps       | Jeux        | Yards       | TDP         | Équipe      | Description de l'action | LU    | MSST  |
| 1           | 10:47       | 6           | 56          | 02:07       | MSST        | TD à la suite d'une course de 5 yards par RB Aeris Williams + 1 extra-point par K Jace Christmann                                        | 0     | 7     |
| 1           | 06:35       | 8           | 51          | 04:12       | UL          | TD de 5 yards par TE Charles Standberry à la suite d'une réception d'une passe de QB Lamar Jackson, + 1 extra-point par K Blanton Creque | 7     | 7     |
| 1           | 03:11       | 9           | 79          | 03:24       | MSST        | TD à la suite d'une course de 14 yards par QB Keytaon Thompson + 1 extra-point par K Jace Christmann                                     | 7     | 14    |
| 2           | 10:29       | 5           | 74          | 01:38       | UL          | TD à la suite d'une course de 13 yards par QB Lamar Jackson + 1 extra-point par K Blanton Creque                                         | 14    | 14    |
| 2           | 04:21       | 7           | 14          | 03:24       | MSST        | FG de 23 yards par K Jace Christmann | 14    | 17    |
| 2           | 00:19       | 3           | 88          | 00:45       | UL          | TD de 11 yards par WR Jaylen Smith à la suite d'une réception d'une passe de QB Lamar Jackson, + 1 extra-point par K Blanton Creque      | 21    | 17    |
| 3           | 03:14       | 6           | 27          | 02:38       | UL          | FG de 23 yards par K Blanton Creque | 24    | 17    |
| 4           | 13:22       | 4           | 22          | 00:58       | MSST        | TD à la suite d'une course de 2 yards par QB Keytaon Thompson + 1 extra-point par K Jace Christmann                                      | 24    | 24    |
| 4           | 07:38       | 13          | 61          | 05:54       | UL          | FG de 31 yards par K Blanton Creque | 27    | 24    |
| 4           | 03:39       | 11          | 65          | 03:59       | MSST        | TD à la suite d'une course de 1 yard par QB Keytaon Thompson + 1 extra-point par K Jace Christmann                                       | 27    | 31    |
| Score final | Score final | Score final | Score final | Score final | Score final | Score final | 27    | 31    |

## Statistiques
| Système | Nom           | Équipe            | Poste |
| ------- | ------------- | ----------------- | ----- |
| Attaque | Lamar Jackson | Louisville        | QB    |
| Défense | Mark McLaurin | Mississippi State | S     |

|                                        | LU                                                    | MSST                                                |
| -------------------------------------- | ----------------------------------------------------- | --------------------------------------------------- |
| 1er down                               | 20                                                    | 23                                                  |
| 1er down à la course                   | 7                                                     | 18                                                  |
| 1er down à la passe                    | 9                                                     | 4                                                   |
| 1er down suite pénalité                | 4                                                     | 1                                                   |
| Conversion de 3e down                  | 4/16                                                  | 7/15                                                |
| Conversion de 4e down                  | 3/3                                                   | 1/2                                                 |
| Jeux–yards                             | 70 jeux pour 358 yards                                | 75 jeux pour 404 yards                              |
| Yards à la course                      | 39 courses pour 187 yards moyenne de 4,8 yards/course | 55 courses pour 287 yards moyenne de 5 yards/course |
| Yards à la passe                       | 171                                                   | 127                                                 |
| Passes : Réussies-Tentées-Interceptées | 13/31 passes complétées , 4 interceptions             | 11/20 passes complétées , 1 interception            |
| Réussite en zone rouge/chances         | 5/6                                                   | 5/5                                                 |
| TD                                     | 3                                                     | 4                                                   |
| Field Goals                            | 2/3                                                   | 1/2                                                 |
| Sacks (Nombre-Yards)                   | 2 pour 8 yards adverses perdus                        | 6 pour 42 yards adverses perdus                     |
| Fumbles (Nombre/Perdus)                | 1/0                                                   | 2/2                                                 |
| Pénalités (Nombre/Yards perdus)        | 6 pour 42 yards perdus                                | 11 pour 100 yards perdus                            |
| Temps de possession                    | 30:21                                                 | 29:39                                               |

| Quaterbacks         | Quaterbacks      | Quaterbacks                                                                                             |
| ------------------- | ---------------- | --- |
| LU                  | Lamar Jackson    | 13/31 passes complétées, 171 yards, 4 interceptions, 2 TDs, 6 sacks subis                               |
| MSST                | Keytaon Thompson | 11/20 passes complétées, 127 yards, 0 interception, 1 TD, 2 sacks subis                                 |
| Meilleurs coureurs  |                  | |
| LU                  | Lamar Jackson    | 24 courses pour 158 yards nets gagnés, 1 TD, moyenne de 6,6 yards/course                                |
| MSST                | Keytaon Thompson | 27 courses pour 147 yards nets gagnés, 3 TDs, moyenne de 5,4 yards/course                               |
| Meilleurs receveurs |                  | |
| LU                  | Jaylen Smith     | 7 réceptions pour 107 yards gagnés, 1 TD                                                                |
| MSST                | Jesse Jackson    | 3 réceptions pour 38 yards gagnés, 0 TD                                                                 |
| Meilleurs tacleurs  |                  | |
| LU                  | Smith, Dee       | 11 tacles dont 9 en solo, 1 TFL pour 2 yards (touché pour perte adverse), 1 QB hit                      |
| MSST                | McLaurin, Mark   | 11 tacles dont 8 en solo, 1/2 TFL pour 0 yard (touché pour perte adverse, 3 interceptions pour 42 yards |